# Носатые химеры (род)
Носатые химеры (лат. Rhinochimaera) — род хрящевых рыб. Родовое название Rhinochimaera означает «химера с носом» от rhinos (греч.), что является отсылкой к удлинённому роструму этих химер.
Максимальная длина тела от 81,8 см (Rhinochimaera africana) до 159 см (Rhinochimaera pacifica). Обитают в Тихом и Атлантическом океанах. Глубоководные батидемерсальные рыбы. Встречаются на глубине от 200 до 1500 метров. Питаются донными ракообразными. Яйцекладущие животные. Яйца заключены в роговые оболочки. Безвредны для человека, Rhinochimaera atlantica является объектом коммерческого промысла.

## Классификация
На сентябрь 2024 года род включает 3 вида:
- Rhinochimaera africana Compagno, Stehmann & Ebert, 1990
- Rhinochimaera atlantica Holt & Byrne, 1909 — Атлантическая носатая химера
- Rhinochimaera pacifica (Mitsukuri, 1895) — Тихоокеанская носатая химера